# フランコ・モスタート
フランコ・モスタート（Franco Mostert、1990年11月27日 - ）は、ジャパンラグビーリーグワン三重ホンダヒートに所属するラグビーユニオン選手。

## プロフィール
- 南アフリカ共和国・ウェルコム出身。
- ポジションはロック(LO)、フランカー(FL)
- 身長 199 cm、体重 112 kg
- ニックネームはSous。
- 南アフリカ代表キャップは39（2020年2月現在）。
- 2019W杯の南アフリカ代表に選ばれた[1]。

## 来歴
ブリッツ高校、プレトリア大学、ライオンズを経て、2016年、リコーブラックラムズ(現・リコーブラックラムズ東京)に加入。同年10月23日に行われたジャパンラグビートップリーグ第8節の東芝ブレイブルーパス戦に先発出場で日本での公式戦初出場を果たす。
2018年、グロスターに加入。
2020年、Honda Heat(現・三重ホンダヒート)に加入。